# Strada provinciale 661 delle Langhe
La strada provinciale 661 delle Langhe (SP 661), ex strada statale 661 delle Langhe, è una strada provinciale italiana  nella città metropolitana di Torino e nella provincia di Cuneo, il cui percorso si snoda lungo le Langhe cuneesi.

## Percorso
Ha origine a Carmagnola, dal tratto declassato della strada statale 20 del Colle di Tenda e di Valle Roja, ed è un'importante arteria di collegamento tra il basso torinese e il basso cuneese; nel suo percorso verso sud tocca Crocetta, dopo la quale entra nel cuneese, supera Sommariva del Bosco con una variante ed attraversa Sanfrè e Bra.
Quindi attraversa Cherasco, dopo aver valicato il fiume Stura di Demonte. Raggiunge poi Narzole e scende per scorrere affiancata al fiume Tanaro fino a Monchiero. Da qui sale lungo il torrente Rea fino a Dogliani, da dove si addentra nelle colline delle Langhe e il tracciato si fa più impervio. Dopo Belvedere Langhe e Murazzano infine giunge a Montezemolo, dove si immette sulla ex strada statale 28 bis del Colle di Nava.

## Storia
Già contemplata nel piano generale delle strade aventi i requisiti di statale del 1959, è solo con il decreto del Ministro dei lavori pubblici 740 del 20 ottobre 1989 che viene elevata a rango di statale mutuando il percorso di parte della strada provincia di Crissolo, con i seguenti capisaldi di itinerario: "Innesto strada statale n. 20 a Carmagnola - Bra - Narzole - Dogliani - Murazzano - innesto strada statale n. 28 bis a
Montezemolo".
In seguito al decreto legislativo n. 112 del 1998, dal 2001, la gestione è passata dall'ANAS alla Regione Piemonte che ha provveduto all'immediato trasferimento dell'infrastruttura alla Provincia di Torino (dal 2015 città metropolitana di Torino) e alla Provincia di Cuneo per le tratte territorialmente competenti.